# سیارک ۱۱۱۷
سیارک ۱۱۱۷ (به انگلیسی: 1117 Reginita، نامگذاری:1927KA) هزار و صد و هفدهمین سیارک کشف شده‌است که در ۲۴ مه ۱۹۲۷ کشف شد.
قدر مطلق سیارک برابر ۱۱٫۹۰ است.